# 阮福洪依
阮福洪依（越南语：／；1833年9月11日—1877年2月23日），字君博，越南阮朝宗室，绍治帝第四子，生母淑妃阮氏川。

## 生平
阮福洪依自幼博學，能出口成章。紹治六年（1846年） ，被紹治帝冊封為建瑞公（越南语：／）。嗣德元年（1848年），阮福洪依在詩會上曾與嗣德帝、从善郡王阮福綿審、綏理王阮福綿寊三人唱和。因为嗣德帝没有儿子，阮福洪依将自己和正室陈氏娥的次子阮福膺禛过继给哥哥嗣德帝。
嗣德三十年（1877年），阮福洪依逝世，享年44歲，嗣德帝追贈其為建瑞郡王，賜諡慧達。嗣德三十六年（1883年），嗣德帝逝世，遺命其子阮福膺禛繼位，是為育德帝。但三天之後，阮福膺禛遭權臣尊室說、阮文祥廢黜，次年殺害。成泰元年（1889年），育德帝之子阮福寶嶙繼位，是爲成泰帝。成泰九年（1897年）三月，阮福洪依被晉贈為瑞太王（越南语：／），諡號敦正（越南语：／），在承天府香茶縣東池邑建祠祭祀。

## 文學
阮福洪依文采不錯，曾與皇叔從善王、綏理王以及其他阮朝文士唱和。著有詩集《循陔別墅詩合集》，由其長子阮福膺馨（號孟明）校訂而成。

## 家庭

### 妻妾
- 正室瑞太王妃黎氏應，承天府人，治平巡撫黎長名之女，生阮福膺磬和育德帝
- 府妾第一姬陳氏娥，諡端淑
- 阮氏遇，廣南省人，阮有議之女，生阮福膺馥
- 阮氏態，永隆省人，南定副管奇阮喜之女，生阮福膺馡和阮福膺馟
- 府妾第七房陳氏，1894年去世，諡莊順，生阮氏善念和阮氏善男二女[3]

### 子女
共有43子24女，諸子名字第一字從帝系詩，第二字從藩系香字部，咸宜帝時改從石字部。
- 长子建瑞郡公阮福膺磬，原名阮福膺馨，母黎氏應，生於嗣德四年（1851年）。初襲建瑞縣公，後晉襲建瑞郡公。
  - 孙阮福寶石，袭封建瑞鄉公，1875年生，兼任协佐大学士以及多个官职。
- 次子阮福膺禛，原名阮福膺𩡤，母黎氏應，即育德帝。
- 四子阮福膺馥，母阮氏遇，生於嗣德五年（1852年）。
- 六子阮福膺馡，母阮氏態，生於嗣德五年（1852年）。
- 九子阮福膺馟，母阮氏態，生於嗣德七年（1854年）。
- 四女，早殤，未命名
- 六女阮氏俊士
- 十女，早殇，未命名
- 十一女阮氏夢勝
- 十二女阮氏茂祉
- 十三女阮氏希孟
- 十七女阮氏善念，母府妾第七房陳二娘陳氏，嫁越南文學家葉文疆（Diệp Văn Cương）。
- 女阮氏善男，母府妾第七房陳二娘陳氏

## 腳注
1. 1 2 3  《大南實錄》正編列傳二集 卷八 瑞太王阮福洪依傳
2. ↑  .   [2016-07-22]. （原始内容存档于2016-08-18）.
3. ↑  據墓碑“成泰六年十月二十八日 顯妣建瑞郡王府府妾第七房陳二娘諡莊順之寢 孝女善念善男仝拜立”

## 外部鏈接
- Đi thăm lăng mộ Hồng Y Thụy Thái vương （页面存档备份，存于）